# Integrale di linea

Integrale di linea

In matematica, un integrale di linea (da non confondere con il calcolo della lunghezza di una curva usando l'integrazione) o integrale curvilineo è un integrale in cui la funzione da integrare è valutata lungo un cammino o una curva. Sono usati vari differenti integrali di linea. Nel caso di percorsi chiusi l'integrale di linea è anche chiamato integrale di contorno.
La funzione da integrare può essere un campo scalare o un campo vettoriale. Il valore dell'integrale di linea è la somma dei valori del campo in tutti i punti della curva, pesata da una funzione scalare definita sulla curva (tipicamente la lunghezza di un arco o, nel campo vettoriale, il prodotto scalare del campo vettoriale con il vettore differenziale nella curva). Questa "pesatura" distingue l'integrale di linea dai più semplici integrali definiti su intervalli. Molte relazioni in fisica sono formulate in termini di integrali di linea: ad esempio, il lavoro compiuto dalle forze del campo su un oggetto spostato attraverso un campo, elettrico o gravitazionale, lungo una traiettoria.

## Analisi vettoriale
L'integrale di linea di un campo scalare è talvolta detto "di prima specie", mentre l'integrale di un campo vettoriale è "di seconda specie".
In termini qualitativi, un integrale di linea nel calcolo vettoriale può essere pensato come la misura di un effetto di un dato campo vettoriale lungo una certa curva.

### Integrale di prima specie
Dato un campo scalare {\displaystyle f:\mathbb {R} ^{n}\to \mathbb {R} }, si definisce l'integrale di linea su una curva {\displaystyle C}, parametrizzata da {\displaystyle \mathbf {r} (t)}, con {\displaystyle t\in [a,b]}, come:
{\displaystyle \int _{C}f\,\mathrm {d} s=\int _{a}^{b}f(\mathbf {r} (t))\|\mathbf {r} '(t)\|\,\mathrm {d} t}
dove il termine {\displaystyle \mathrm {d} s} indica che l'integrale è effettuato su un'ascissa curvilinea. Se il dominio della funzione {\displaystyle f} è {\displaystyle \mathbb {R} }, l'integrale curvilineo si riduce al comune integrale di Riemann valutato nell'intervallo {\displaystyle [r(a),r(b)]} (o {\displaystyle [r(b),r(a)]}, qualora fosse {\displaystyle r(b)<r(a)}). Alla famiglia degli integrali di linea appartengono anche gli integrali ellittici di prima e di seconda specie, questi ultimi impiegati anche in ambito statistico per il calcolo della lunghezza della curva di Lorenz.

### Integrale di seconda specie
Similmente, per un campo vettoriale {\displaystyle \mathbf {F} :\mathbb {R} ^{n}\to \mathbb {R} ^{n}}, l'integrale di linea lungo una curva {\displaystyle C}, parametrizzata da {\displaystyle \mathbf {r} (t)} con {\displaystyle t\in [a,b]}, è definito da:
{\displaystyle \int _{C}\mathbf {F} =\int _{C}\mathbf {F} (\mathbf {x} )\cdot \,\mathrm {d} \mathbf {x} =\int _{a}^{b}\mathbf {F} (\mathbf {r} (t))\cdot \mathbf {r} '(t)\,\mathrm {d} t}

### Indipendenza dal cammino
Se un campo vettoriale {\displaystyle \mathbf {F} } è il gradiente di un campo scalare {\displaystyle G}, cioè:
{\displaystyle \nabla G=\mathbf {F} }
allora la derivata della funzione composta di {\displaystyle G} e {\displaystyle \mathbf {r} (t)} è:
{\displaystyle {\frac {\operatorname {d} G(\mathbf {r} (t))}{\operatorname {d} t}}=\nabla G(\mathbf {r} (t))\cdot \mathbf {r} '(t)=\mathbf {F} (\mathbf {r} (t))\cdot \mathbf {r} '(t)}
che è l'integrando dell'integrale di linea di {\displaystyle \mathbf {F} } lungo {\displaystyle \mathbf {r} (t)}. Segue che, dato un cammino {\displaystyle C}:
{\displaystyle \int _{C}\mathbf {F} (\mathbf {x} )\cdot \,\mathrm {d} \mathbf {x} =\int _{a}^{b}\mathbf {F} (\mathbf {r} (t))\cdot \mathbf {r} '(t)\,\mathrm {d} t=\int _{a}^{b}{\frac {\operatorname {d} G(\mathbf {r} (t))}{\operatorname {d} t}}\,\mathrm {d} t=G(\mathbf {r} (b))-G(\mathbf {r} (a))}
A parole, l'integrale di {\displaystyle \mathbf {F} } lungo {\displaystyle C} dipende solamente dai valori nei punti {\displaystyle \mathbf {r} (b)} e {\displaystyle \mathbf {r} (a)}, ed è quindi indipendente dal cammino particolare. Per questa ragione, un campo vettoriale che è il gradiente di un campo scalare è detto cammino indipendente.
L'integrale di linea è largamente usato in fisica, spesso nella descrizione di campi di forze conservativi. Per esempio, il lavoro {\displaystyle W=\mathbf {F} \cdot \mathbf {s} } svolto su una particella che si muove su una curva {\displaystyle C} in un campo di forze rappresentato da un campo vettoriale {\displaystyle \mathbf {F} } è l'integrale di linea di {\displaystyle \mathbf {F} } lungo {\displaystyle C}:
{\displaystyle W=\int _{C}\mathbf {F} \cdot \operatorname {d} \mathbf {s} }

## Analisi complessa
L'integrale di linea è uno strumento fondamentale nell'analisi complessa. Sia {\displaystyle U\subset \mathbb {C} } un insieme aperto, sia {\displaystyle \gamma :[a,b]\to U} una curva rettificabile e {\displaystyle f:U\to \mathbb {C} } una funzione. Allora l'integrale di linea:
{\displaystyle \int _{\gamma }f(z)\,\mathrm {d} z}
può essere definito suddividendo l'intervallo {\displaystyle [a,b]} in {\displaystyle a=t_{0}<t_{1}<t_{2}\dots <t_{n}=b} e considerando l'espressione:
{\displaystyle \sum _{1\leq k\leq n}f{\big (}\gamma (t_{k}){\big )}{\big (}\gamma (t_{k})-\gamma (t_{k-1}){\big )}}
L'integrale è il limite di questa somma, per la lunghezza delle suddivisioni tendente a zero.
Se {\displaystyle \gamma } è una curva differenziabile con continuità, l'integrale di linea può essere valutato come un integrale di una funzione reale di variabile reale:
{\displaystyle \int _{\gamma }f(z)\,\mathrm {d} z=\int _{a}^{b}f(\gamma (t))\,\gamma \,'(t)\,\mathrm {d} t}
Quando {\displaystyle \gamma } è una curva chiusa, cioè la sua posizione iniziale e finale coincidono, la notazione:
{\displaystyle \oint _{\gamma }f(z)\,\mathrm {d} z}
è spesso usata per l'integrale di linea di {\displaystyle f} su {\displaystyle \gamma }.
Vedendo i numeri complessi come vettori in due dimensioni, l'integrale di linea nel piano di un campo vettoriale corrisponde alla parte reale dell'integrale di linea del coniugato della funzione complessa corrispondente di variabile complessa. Nello specifico, se:
{\displaystyle \mathbf {r} (t)=x(t)\mathbf {i} +y(t)\mathbf {j} \qquad f(z)=u(z)+iv(z)}
allora:
{\displaystyle \int _{L}{\overline {f(z)}}\,dz=\int _{L}(u-iv)\,dz=\int _{L}(u\mathbf {i} +v\mathbf {j} )\cdot d\mathbf {r} -i\int _{L}(v\mathbf {i} -u\mathbf {j} )\cdot d\mathbf {r} }
a condizione che gli integrali alla destra esistono e che la parametrizzazione {\displaystyle \gamma } di {\displaystyle L} abbia la stessa orientazione di {\displaystyle \mathbf {r} }.
Per l'equazione di Cauchy-Riemann, il rotore del campo vettoriale corrispondente al coniugato di una funzione olomorfa è nullo. Per il teorema dei residui, inoltre, spesso si usa un integrale di contorno nel piano complesso per trovare l'integrale di una funzione reale di variabile reale. Importanti risultati riguardo agli integrali di linea sono il teorema integrale di Cauchy e la formula integrale di Cauchy.

### Esempi
Si consideri una funzione {\displaystyle f(z)=1/z}, e la circonferenza {\displaystyle \gamma } di raggio unitario intorno all'origine, parametrizzata da:
{\displaystyle \gamma (t)=\mathrm {e} ^{it}}
Sostituendo, si trova:
{\displaystyle \oint _{\gamma }f(z)\,\mathrm {d} z=\int _{0}^{2\pi }{1 \over \mathrm {e} ^{it}}i\mathrm {e} ^{it}\,\mathrm {d} t=i\int _{0}^{2\pi }\mathrm {e} ^{-it}e^{it}\,\mathrm {d} t=i\int _{0}^{2\pi }\,\mathrm {d} t=i(2\pi -0)=2\pi i}
che può anche essere verificato con la formula integrale di Cauchy.

## Meccanica quantistica
L'"integrazione sui cammini" usata in meccanica quantistica si riferisce non agli integrali trattati in questa voce ma a un metodo di integrazione funzionale, che è l'integrazione su uno spazio di cammini, di una funzione di un possibile cammino. Gli integrali di linea nel senso di questa voce sono tuttavia importanti in meccanica quantistica; per esempio, l'integrazione complessa lungo una curva chiusa è spesso utilizzata nel valutare l'ampiezza di probabilità nella teoria quantistica dello scattering.